# 2009-es Australian Open

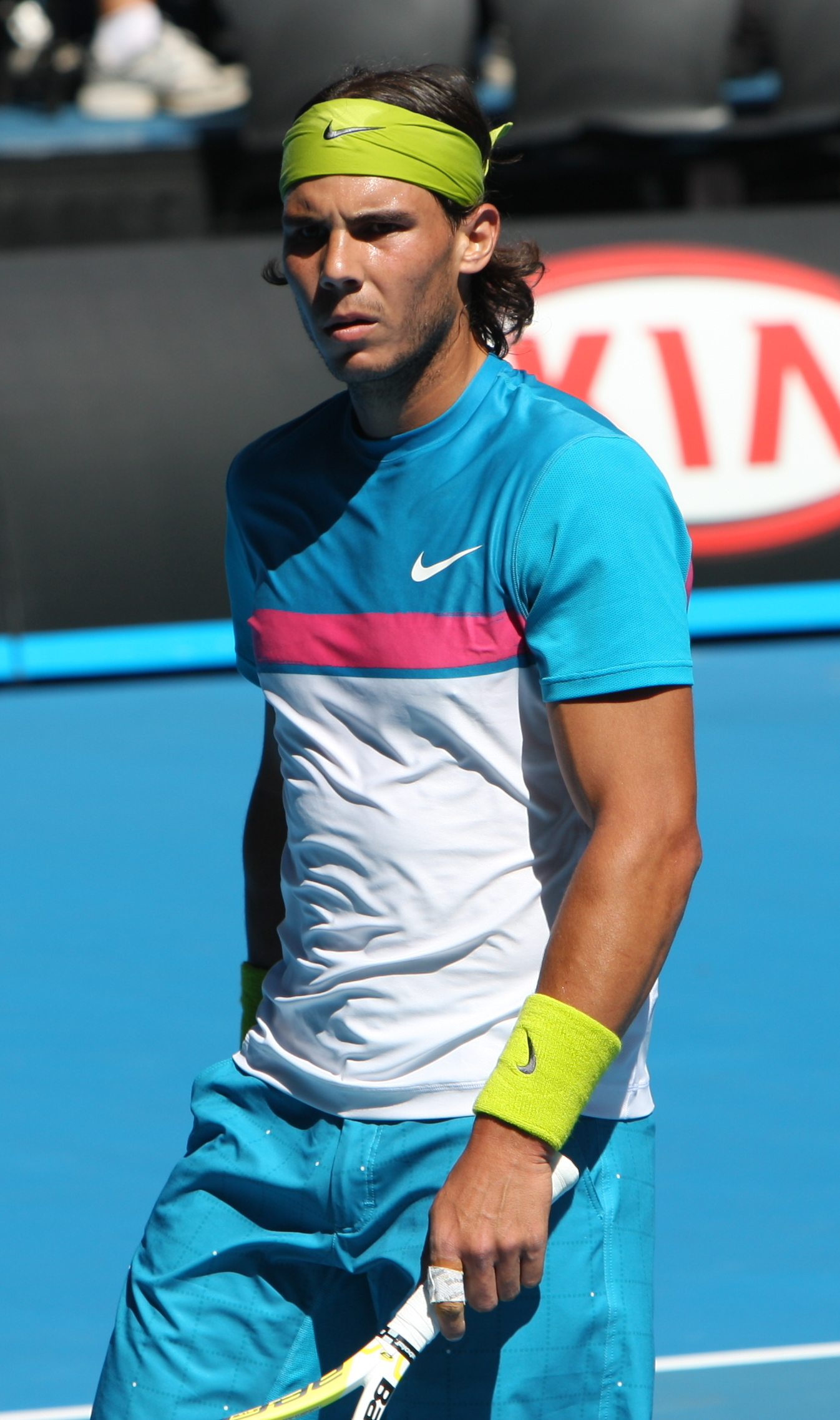
Rafael Nadal

A 2009-es Australian Open az év első Grand Slam-tornája, az Australian Open 97. kiadása volt. 2009. január 19. és február 1. között rendezték meg Melbourne-ben.
A férfiaknál a címvédő szerb Novak Đoković a negyeddöntőben esett ki. A döntőt végül Rafael Nadal és Roger Federer vívta, mely a spanyol győzelmével ért véget.
A női címvédő orosz Marija Sarapova sérülés miatt el sem indult a tornán. A döntőben Serena Williams negyedik Australian Open győzelmét aratta, miután kétszettes mérkőzésen legyőzte az orosz Gyinara Szafinát.
Mind a férfiaknál, mind a nőknél amerikai páros bajnokot avattak. Férfiaknál a Bryan ikrek, Bob Bryan és Mike Bryan győzött, míg a női mezőnyben a Williams nővérek, Serena Williams és Venus Williams arattak sikert.

## Döntők

### Férfi egyes
Rafael Nadal –  Roger Federer, 7–5, 3–6, 7–6(3), 3–6, 6–2

### Női egyes
Serena Williams –  Gyinara Szafina, 6–0, 6–3

### Férfi páros
Bob Bryan /  Mike Bryan –  Mahes Bhúpati /  Mark Knowles, 2–6, 7–5, 6–0

### Női páros
Serena Williams /  Venus Williams –  Daniela Hantuchová /  Szugijama Ai, 6–3, 6–3

### Vegyes páros
Mahes Bhúpati /  Szánija Mirza –
 Nathalie Dechy /  Andi Rám 6–3, 6–1

## Juniorok

### Fiú egyéni
Yuki Bhambri –  Alexandros-Ferdinandos Georgoudas, 6–3, 6–1

### Lány egyéni
Kszenyija Pervak –  Laura Robson 6–3, 6–1

### Fiú páros
Francis Casey Alcantara /  Hszie Cseng-peng –  Mihail Birjukov /  Yasutaka Uchiyama, 6–4, 6–2

### Lány páros
Christina McHale /  Ajla Tomljanović –  Aleksandra Krunić /  Sandra Zaniewska, 6–1, 2–6, [10–4]